# ساپه‌میر
ساپه‌میر (به هلندی: Sappemeer) یک منطقهٔ مسکونی در هلند است که در هوخه‌زاند-ساپه‌میر واقع شده‌است. ساپه‌میر ۸٬۲۹۸ نفر جمعیت دارد.